# 威廉·凯斯
威廉·凯斯（英語：Willem Kes，1856年2月16日—1934年2月22日），荷兰指挥家，小提琴家。
威廉·凯斯生于荷兰多德雷赫特，曾在莱比锡、布鲁塞尔（师从亨里克·维尼亚夫斯基）和柏林（师从约瑟夫·约阿希姆）学习小提琴。最初在荷兰一些管弦乐团任首席小提琴。1888年-1895年担任阿姆斯特丹皇家音乐厅管弦乐团的第一任首席指挥，他对乐团的纪律要求严格，使音乐厅管弦乐团在国际上享有盛誉。在此期间，他的学生包括年轻的荷兰大提琴家加藤·范·德·霍文。1895-1898年在在格拉斯哥的皇家苏格兰国家管弦乐团担任首席指挥。1898年指挥莫斯科爱乐乐团，1901-1905年任莫斯科音乐学校校长。1905年-1926年在科布伦茨任乐团团长兼音乐学校校长。
凯斯还作有交响曲、小提琴协奏曲、大提琴协奏曲、歌曲。